# High ’n’ Dry
High ’n’ Dry ist das zweite Studioalbum der britischen Hardrock-Band Def Leppard. Das Album wurde in den USA mit einer doppelten Platinschallplatte ausgezeichnet.

## Hintergrund
Das Album entstand mit Produzent Robert John „Mutt“ Lange in den Battery Studios, London, England. Die Aufnahmen fanden von März bis Juni 1981 statt. Im Juli erschien das Album, und es folgte eine Europatour mit Rainbow. Anschließend tourte Def Leppard in den USA mit Ozzy Osbourne und Blackfoot. Das Album enthielt auch den Titel On Through the Night, der eigentlich Titelsong des vorhergehenden Albums sein sollte.
Als erste Single erschien im August 1981 Let It Go. Im November begann MTV, die zweite Single Bringin’ On the Heartbreak auf Heavy Rotation zu spielen, was auch das Album zurück in die Charts brachte.

## Titelliste
| Nr. | Titel                         | Autor(en)                             | Soli                                    | Länge |
| --- | ----------------------------- | ------------------------------------- | --------------------------------------- | ----- |
| 1.  | Let It Go                     | Pete Willis, Steve Clark, Joe Elliott | Soli 1-3 - Clark, Abschlusslicks Willis | 4:43  |
| 2.  | Another Hit and Run           | Rick Savage, Elliott                  | Clark, Willis                           | 4:59  |
| 3.  | High ’n’ Dry (Saturday Night) | Clark, Savage, Elliott                | Willis                                  | 3:27  |
| 4.  | Bringin’ On the Heartbreak    | Clark, Willis, Elliott                | Clark                                   | 4:34  |
| 5.  | Switch 625 (Instrumental)     | Clark                                 | Clark                                   | 3:03  |

| Nr. | Titel                              | Autor(en)                          | Soli   | Länge |
| --- | ---------------------------------- | ---------------------------------- | ------ | ----- |
| 6.  | You Got Me Runnin’                 | Willis, Clark, Elliott             | Willis | 4:23  |
| 7.  | Lady Strange                       | Willis, Clark, Rick Allen, Elliott | Clark  | 4:39  |
| 8.  | On Through the Night               | Clark, Savage, Elliott             | Clark  | 5:06  |
| 9.  | Mirror, Mirror (Look into My Eyes) | Clark, Elliott                     | Clark  | 4:08  |
| 10. | No No No                           | Savage, Willis, Elliott            | Willis | 3:13  |

| Nr. | Titel                              | Autor(en)              | Soli  | Länge |
| --- | ---------------------------------- | ---------------------- | ----- | ----- |
| 11. | Bringin’ On the Heartbreak (Remix) | Clark, Willis,Elliott  | Clark | 4:34  |
| 12. | Me & My Wine (Remix)               | Savage, Clark, Elliott | Clark | 3:40  |

- Auf den Vinyl- und Cassettenveröffentlichungen ist Me & My Wine (Remix) am Ende von Seite eins. Bringin’ On the Heartbreak (Remix) befindet sich am Beginn von Seite zwei. Auf der CD folgen Bringin’ On the Heartbreak (Remix) und Me & My Wine (Remix) dem Tiel No No No.
- Das letzte „no“ von No No No wird auf dem Original-Vinyl unendlich wiederholt. Auf der Original-Cassette ist es 46 Mal zu hören, bis die Cassette abrupt endet. Spätere Veröffentlichungen enden mit einem Fade-Out.

## Rezeption
Das Album erreichte Platz 38 der US-amerikanischen Billboard 200 und Platz 26 der britischen Charts. High ’n’ Dry wurde von der Recording Industry Association of America (RIAA) mit zweifachem Platin ausgezeichnet. Das Magazin Rock Hard setzte das Album im Jahr 2007 auf Platz 93 seiner aus 500 Rock- und Metalalben bestehenden Bestenliste.